# 井上圓了
井上圓了（1858年3月18日—1919年6月6日），日本佛教哲學家、教育家。

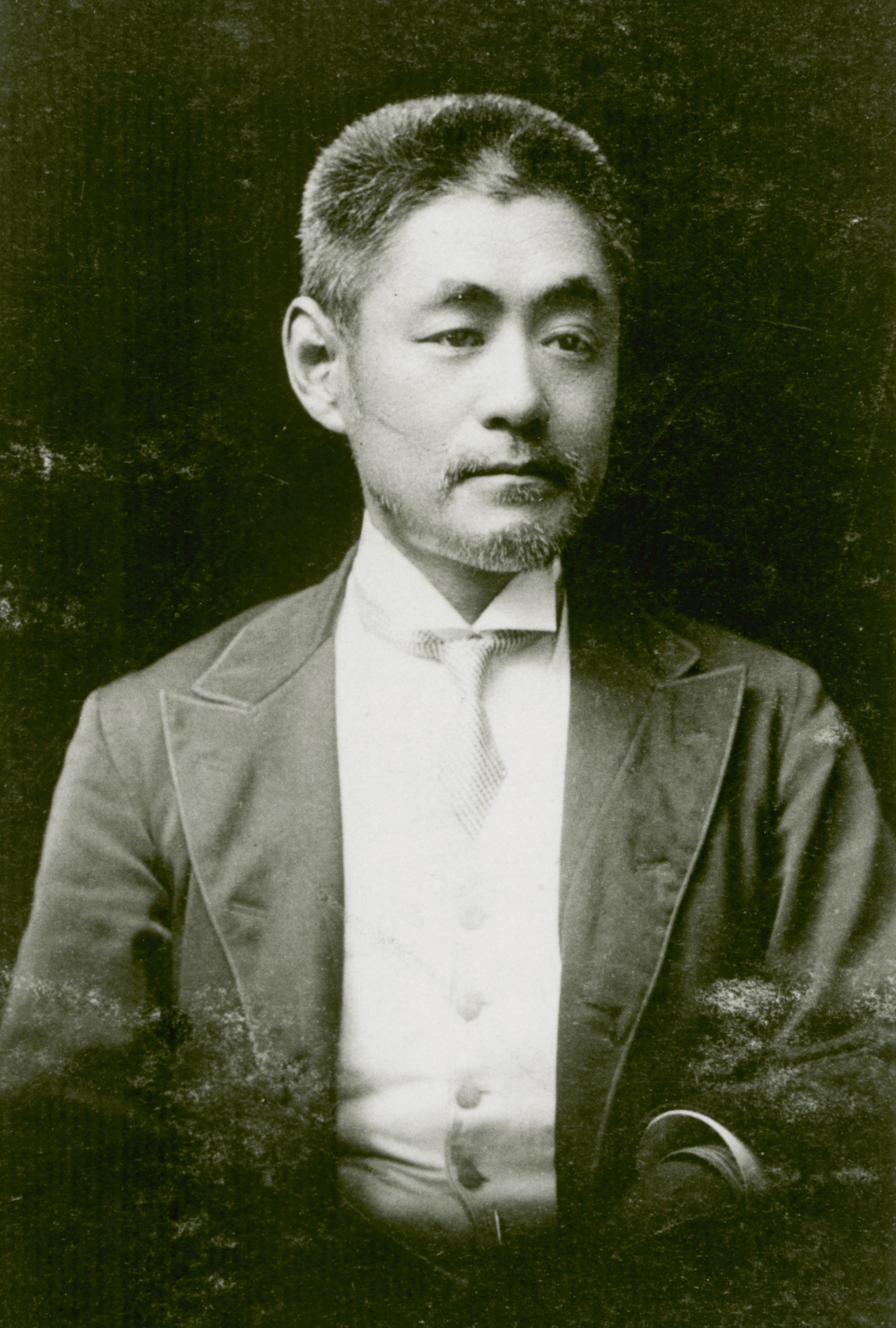
井上圓了，1903至1905年

井上着眼于作为孕育多元观点学问的哲学，随后设立了东洋大学的前身、哲学馆。他站在打破迷信的立场上研究妖怪，并著有《妖怪学讲义》。
于19世紀末開創了「妖怪學」一門學問，在1891年成立“妖怪研究会”，日本因此成为第一个把妖怪当学问研究的国家。并包括井上圓了，还有江马务、柳田国男等人推动，日本从民俗学对妖怪做系统研究整理，其中有包括民族的心理、文化和历史角度。

## 生平
1858年2月生于越後國長岡藩三島郡浦村（現新潟縣長岡市浦）屬於真宗大谷派的慈光寺。父親叫圓悟、母親叫伊庫（音譯：日語原文為）。16歲進入長岡洋學校學習洋學。1877年進入京都東本願寺的教師學校。第二年被選為東本願寺國内留學生到東京。入學東京帝國大學，進修該校文學部哲學科。1885年畢業后開始著書。以位于中野區自己修建的哲學堂（現東京都中野區立哲學堂公園）為據點，進行全國的巡迴講演。到62歲時在遊说地關東州大連（今中國大連市）猝死爲止，在爲傳達哲學和宗教的知識的同時，也以鼓吹社會大眾消除迷信為目的四處奔走。

## 妖怪研究的先驅者
身為知名哲學家的井上圓了，也以近代妖怪研究的創始者聞名。他在《妖怪學》和《妖怪學講義》中深入考察了不同的妖怪，對實際存在的妖怪為“真怪”、而由誤認和恐懼而產生的妖怪為“假怪”、進行分類、將假怪作爲迷信的產物而予以排斥。由於這樣的研究，井上被譽名為“鬼博士”、“妖怪博士”。自他以後、針對妖怪的有體系的研究，則要等到江馬務和柳田國男的出場之後了。

## 著作
- 《妖怪學》
- 《妖怪學講義》：于清朝光绪帝在位年间就有译为汉语，并由商务印书馆出版，由蔡元培翻译。 [3]
- 《靈魂不滅論》
- 《外道哲學》

## 遊戲
約1890年，他設計一種介於象棋類遊戲與英國跳棋的兩人棋類，稱為哲學飛將碁。

## 外部連結
- 東洋大學井上圓了紀念學術中心 (日文)

1. ↑  王鑫. . 社会科学文献出版社. 2019年. ISBN 9787520144124.
2. ↑  張雲. . 北京聯合出版公司. 2020/06/01: 15. ISBN 9787559636676.
3. ↑  張雲. . 北京聯合出版公司. 2020/06/01: 13–14. ISBN 9787559636676.